# 吾妻神社 (御殿場市)
吾妻神社（あづまじんじゃ）は、静岡県御殿場市御殿場にある神社。
御殿場の地名の由来である徳川家康の御殿跡に鎮座しており、祭神に東照大権現（徳川家康）も合祀され、御殿場東照宮（ごてんばとうしょうぐう）としての性格も併せ持っている。

## 概要
静岡県立御殿場高等学校や御殿場地区コミュニティ共用施設の南隣りに所在している。
御殿場東照宮は、徳川家康が死去した1616年（元和2年）には早くも当地に創建されていたとされる。
運営上境内社・末社扱いになっている（稲荷信仰の一種である、山梨県南アルプス市の高尾山穂見神社の分社である）高尾山穂見神社（たかおさんほみじんじゃ）は、吾妻神社の南隣りに並立するように所在しており、地元で「高尾さん」として親しまれ、11月最終土曜日に「高尾祭」が催されている。
どちらの御朱印も、東方近隣にある「和菓処 大田屋」で手に入れることができる。

## 祭神
- 日本武尊
- 弟橘姫命
- 東照大権現（徳川家康）

## 境内
- 「御殿場東照宮」碑
- 「徳川家康公御殿土塁跡」碑
- 「御殿場発祥の地」碑

境内社
- 高尾山穂見神社 - 祭神 : 保食神（倉稲魂命/宇迦之御魂命/お稲荷）、例大祭 : 11月最終土曜日「高尾祭」。
- 御守殿稲荷神社